# Troy, Vermont
Troy är en kommun (town) i Orleans County i delstaten Vermont, USA med cirka 1 564 invånare (2000). Den har enligt United States Census Bureau en area på 93,4 km².  
Kommunen Troy består av två byar; byn Troy och 10 kilometer norrut byn North Troy, som ligger nära gränsen till Kanada.